# Strandrudfjellet
Strandrudfjellet är ett berg i Antarktis. Det ligger i Östantarktis. Norge gör anspråk på området. Toppen på Strandrudfjellet är 1 479 meter över havet, eller 287 meter över den omgivande terrängen. Bredden vid basen är 4,8 km.
Terrängen runt Strandrudfjellet är kuperad västerut, men österut är den platt. Trakten är obefolkad. Det finns inga samhällen i närheten. 